# Bracon laspeyresiae
Bracon laspeyresiae är en stekelart som först beskrevs av Walley 1935.  Bracon laspeyresiae ingår i släktet Bracon och familjen bracksteklar. Inga underarter finns listade.